# Cassai Central
Cassai ou Casai Central (em francês: Kasaï-Central) é uma província da República Democrática do Congo. Tem 59 500 quilômetros quadrados e segundo censo de 2015, havia 3 317 000 de habitantes. Sua capital fica em Cananga.